# Stanisław Skrzeszewski
Stanisław Skrzeszewski (ur. 27 kwietnia 1901 w Nowym Sączu, zm. 20 grudnia 1978 w Warszawie) – polski polityk komunistyczny, nauczyciel, doktor filozofii, minister oświaty (1944–1945, 1947–1950), minister spraw zagranicznych (1951–1956), szef Kancelarii Sejmu (1957–1969). W latach 1956–1957 sekretarz Rady Państwa, poseł do Krajowej Rady Narodowej i na Sejm PRL I kadencji.

## Życiorys
Syn maszynisty kolejowego Oskara i Rozalii z Majewskich. Uczył się początkowo w gimnazjum w Nowym Sączu, klasę III ukończył na kursach gimnazjalnych w Pradze, po czym ponownie uczęszczał do nowosądeckiego gimnazjum, gdzie w 1920 zdał maturę. Od 1916 należał do tajnych kółek socjalistycznych. W roku szkolnym 1920/1921 uczył w szkole wiejskiej w Rzeczniowie. Od 1921 do 1925 studiował na Wydziale Filozoficznym Uniwersytetu Jagiellońskiego. Uzyskał tytuł doktora filozofii. Podczas studiów od 1921 należał do kół młodzieży komunistycznej. Od 1922 członek Związku Młodzieży Komunistycznej (późniejszego Komunistycznego Związku Młodzieży Polski), od 1924 członek Komunistycznej Partii Polski. Aresztowany w 1924, został zwolniony dzięki interwencji Władysława Heinricha. Nie przyjęty do pracy na uczelni, wyjechał do Francji, gdzie w latach 1925–1926 studiował filozofię i metodologię ogólną na Sorbonie. Utrzymywał tam kontakty z Francuską Partią Komunistyczną, ale nie przejawiał większej aktywności politycznej. W latach 1926–1928 był nauczycielem w gimnazjum w Dębicy, gdzie założył pierwszą komórkę KPP. Zwolniony z pracy w tej szkole, utrzymywał się z udzielania korepetycji oraz pomocy Bruche Mendelbaumówny, z którą w 1934 się ożenił. W latach 1932–1933 przez 5 miesięcy pracował w szkole w Sromowcach nad Dunajcem. Ponownie aresztowany 20 kwietnia 1932, przez 5 tygodni więziony w Krakowie. Od końca 1934 był kontraktowym wykładowcą pedagogiki i dydaktyki w Państwowym Pedagogium w Krakowie. Jednocześnie działał w komunistycznej frakcji Związku Nauczycielstwa Polskiego. Jako podejrzany o komunizm był w listopadzie 1934 przewidziany do internowania na wypadek stanu wyjątkowego. Od 1937 prowadził raz w tygodniu zajęcia w Instytucie Pedagogicznym w Katowicach. W latach 1938–1939 był asystentem wolontariuszem przy katedrze pedagogiki UJ. Na Ogólnopolskim Zjeździe Nauczycieli Zakładów Kształcenia Nauczycieli Szkół Powszechnych zorganizowanym przez ZNP 30 października 1938 w Warszawie wygłosił referat Dydaktyka w zakładach kształcenia nauczycieli szkół powszechnych, napisał też artykuł Z dziejów wakacyjnych kursów uniwersyteckich dla nauczycielstwa.
Po agresji III Rzeszy na Polskę 3 września 1939 opuścił Kraków i po agresji ZSRR na Polskę   pozostał we Lwowie na terenie okupacji sowieckiej. Od listopada 1939 do stycznia 1940 był wykładowcą w Instytucie Pedagogicznym, później pracownikiem naukowym Instytutu Doskonalenia Nauczycieli. W drugiej połowie czerwca 1941 został wezwany do Kijowa w celu uzyskania – jako były członek KPP – praw członkowskich we Wszechzwiązkowej Komunistycznej Partii (bolszewików). Po rozpoczęciu wojny niemiecko-radzieckiej ewakuowany w głąb ZSRR, był nauczycielem w szkole średniej w Margʻilonie w Uzbekistanie od 28 lipca 1941 do 22 maja 1943. Wezwany do Moskwy, wziął udział w zjeździe Związku Patriotów Polskich 8–9 czerwca 1943; na zjeździe wygłosił referat dotyczący spraw kulturalno-oświatowych. W latach 1943–1944 był członkiem prezydium Zarządu Głównego i kierownikiem Wydziału Kultury i Oświaty Zarządu Głównego ZPP. Od 1944 członek Polskiej Partii Robotniczej, w latach 1945–1948 członek Komitetu Centralnego PPR.
W 1944 kierownik Resortu Oświaty w Polskim Komitecie Wyzwolenia Narodowego, w latach 1944–1945 minister oświaty. W latach 1945–1947 ambasador RP we Francji, w latach 1947–1950 ponownie minister oświaty. Od 1948 członek Polskiej Zjednoczonej Partii Robotniczej, w latach 1948–1959 był członkiem jej Komitetu Centralnego (potem, w latach 1959–1968, członek Centralnej Komisji Rewizyjnej PZPR). W latach 1950–1951 podsekretarz stanu (wiceminister) w Ministerstwie Spraw Zagranicznych, w latach 1951–1956 minister spraw zagranicznych. W latach 1956–1957 sekretarz Rady Państwa, w latach 1957–1969 był szefem Kancelarii Sejmu. W latach 1944–1947 poseł do Krajowej Rady Narodowej, a w latach 1952–1956 poseł na Sejm PRL I kadencji. W listopadzie 1949 został członkiem Ogólnokrajowego Komitetu Obchodu 70-lecia urodzin Józefa Stalina.
W 1953 był kandydatem wysuniętym przez ZSRR na stanowisko sekretarza generalnego ONZ po rezygnacji z tej funkcji Trygve Lie.
Pochowany 28 grudnia 1978 na cmentarzu Wojskowym na Powązkach (kwatera B 4-Tuje-2. Władze PRL na pogrzebie reprezentował m.in. wicepremier Franciszek Kaim oraz kierownik Wydziału Nauki i Oświaty KC PZPR prof. Jarema Maciszewski.

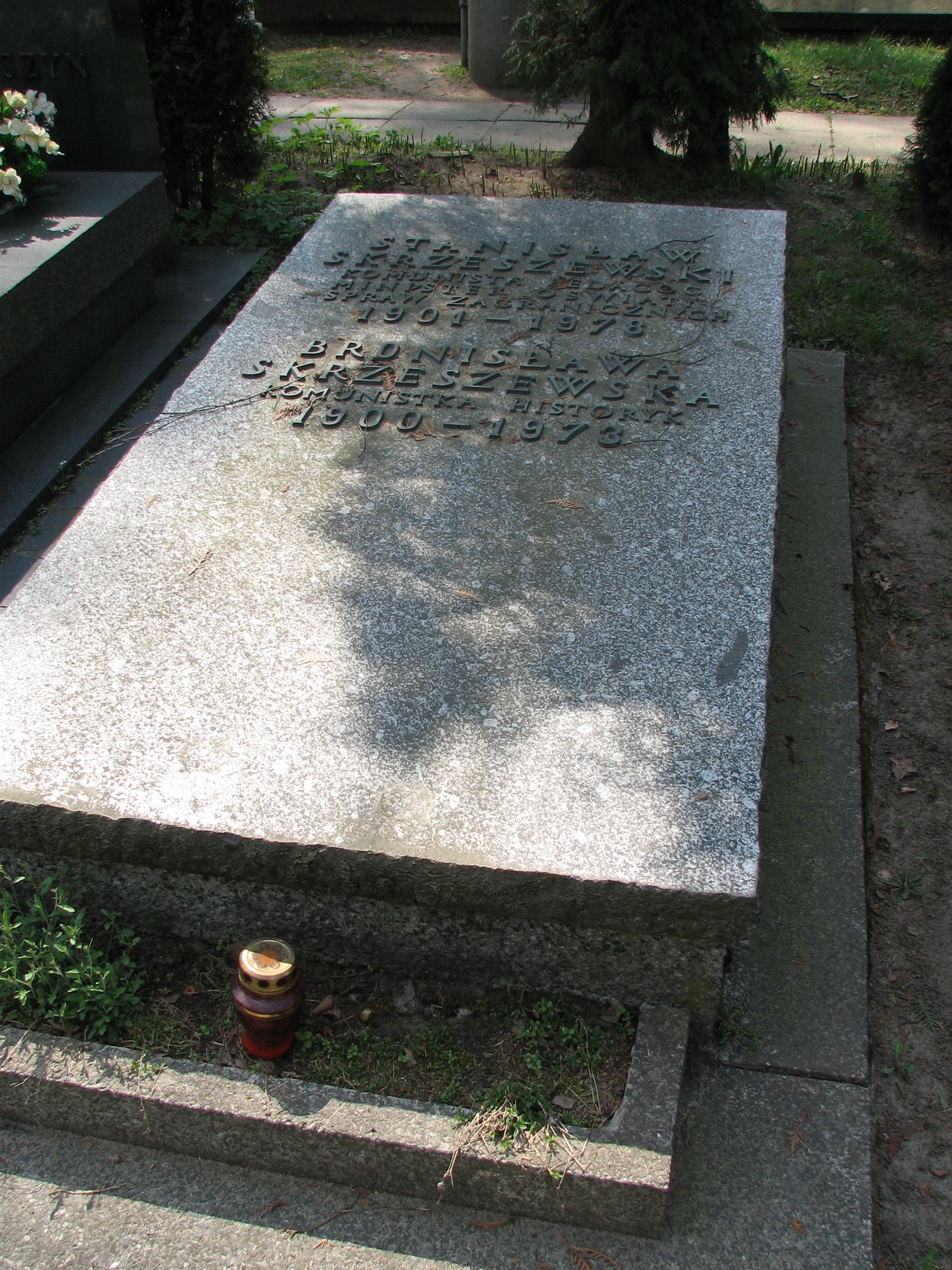
Grób Stanisława Skrzeszewskiego i jego żony Bronisławy

Jego pierwsza żona Bronisława zmarła w 1973. Stanisław Skrzeszewski ożenił się ponownie, z Wandą Ryś-Straszyńską (siostrą Zbigniewa i Zofii, wdową po Olgierdzie).

## Ordery i odznaczenia
- Order Sztandaru Pracy I klasy (27 kwietnia 1951)[9][10]
- Krzyż Komandorski z Gwiazdą Orderu Odrodzenia Polski
- Medal za Warszawę 1939–1945 (17 stycznia 1946)[11]
- Medal Komisji Edukacji Narodowej (1967)[12]
- Złota odznaka związkowa Związku Zawodowego Nauczycielstwa Polskiego (1955)[13]
- Wielka Wstęga Orderu Gwiazdy Rumuńskiej Republiki Ludowej (1948)[14]
- Wielka Wstęga Republikańskiego Orderu Zasługi (Węgry, 1948)[15]
- Order Flagi Narodowej I stopnia (KRLD, 1954)[16]